# Daniel Georg Konrad von Coelln
Daniel Georg Konrad von Coelln (* 21. Dezember 1788 in Oerlinghausen; † 17. Februar 1833 in Breslau), der seinen Namen in eigenen  Veröffentlichungen Coelln und nicht Cölln schrieb, war ein deutscher evangelischer Theologe.

## Leben
Daniel Georg Konrad von Coelln war ein Sohn von Ludwig Friedrich August von Cölln (1753–1804), der seit 1785 als Prediger in Oerlinghausen wirkte, und der Sarah Ester, geb. von Mellem (1764–1838), sowie ein Neffe des Verwaltungsjuristen und nationalökonomischen Autors Friedrich von Cölln. Den ersten Unterricht erhielt er von seinem Vater, dann durch Hauslehrer. Seine wissenschaftliche Vorbildung empfing er im Gymnasium in Detmold, wohin 1797 sein Vater als reformierter Generalsuperintendent berufen worden war. Innerer Neigung und dem Wunsch seiner Eltern folgend, studierte er von 1807 bis 1809 Theologie an der Universität Marburg, wo er unter der besonderen Leitung von Albert Jakob Arnoldi stand. Ab Herbst 1809 suchte er sich in Tübingen mit der symbolisch-orthodoxen Dogmatik und der lutherischen Exegese vertraut zu machen und studierte außerdem die klassische Literatur. Nach einer im Sommer 1810 unternommenen Reise durch die Schweiz und Savoyen bezog er die Universität Göttingen, um sich dem akademischen Lehrberuf zu widmen.
Auf den Rat Arnoldis entschloss sich Coelln dann, das akademische Lehramt in Marburg zu beginnen. Am 30. Oktober 1811 erwarb er den philosophischen Doktorgrad, nachdem er seine Inauguraldissertation über das Zeitalter des Propheten Joel herausgegeben hatte. Daraufhin habilitierte er sich durch eine Probevorlesung als Privatdozent der philosophischen Fakultät. 1814 wurde er zum Aufseher beim kurfürstlichen Alumnat, 1816 zum Stellvertreter des ersten Predigers an der reformierten Universitätskirche und im Sommer 1816 zum außerordentlichen Professor an der theologischen Fakultät bestellt. Letztere ernannte ihn bei der Säkularfeier der Reformation 1817 zu ihrem Ehrendoktor.
Im Frühjahr 1818 erging an Coelln der Ruf zu einer philosophischen Professur in Heidelberg und gleichzeitig ein zweiter zu einer ordentlichen Professur der Theologie an der Universität Breslau. Er entschied sich für den Letzteren und trat am 7. Mai 1818 sein Amt in Breslau an. Bald wurde er einer der beliebtesten Lehrer der dortigen Hochschule. Seine Vorlesungen, die sich nach und nach auf das ganze Gebiet der historischen Theologie und die ihr verwandten Disziplinen erstreckten, waren gediegen,  klar und anregend. Nach dem Abgang von Johann Christian Wilhelm Augusti 1819 wurde ihm die Leitung der dogmatisch-historischen Übungen im evangelisch-theologischen Seminar übertragen. 1821 wurde er zum Mitglied des Konsistoriums von Schlesien für die Prüfungen der Kandidaten des Predigeramts und 1829 zum Konsistorialrat ernannt. Auch war er viermal Dekan seiner Fakultät und leitete als solcher 1822 die allgemeine Synode der Geistlichkeit Schlesiens, die sich zur Vorbereitung der Union beider evangelischer Kirchen in Breslau versammelt hatte. Er war 15 Jahre lang ein aktives Mitglied der philomatischen Gesellschaft in Breslau sowie seit 1831 Mitglied der von Professor Christian Friedrich Illgen in Leipzig gestifteten historisch-theologischen Gesellschaft.
Allem Pietismus und Mystizismus abhold, trat Coelln 1830 entschieden für theologische Lehrfreiheit an den evangelischen Universitäten ein in einer zusammen mit seinem Freund David Schulz verfassten Schrift, die in 14 Tagen zwei Auflagen erlebte, sowie 1831 gegen Friedrich Schleiermacher für die geistesfreie Behandlung der Dogmatik. In seiner mit Auszügen aus den Quellenschriften ausgestatteten Bearbeitung des Münscher’schen Lehrbuchs der Dogmengeschichte, dessen erster Band 1832, der zweite 1834 nach dem Tod des Verfassers erschien, hat er seinem früh verstorbenen Lehrer ein Denkmal gesetzt. Auch verfasste Coelln einige historische Artikel in der von Johann Samuel Ersch und Johann Gottfried Gruber herausgegebenen Allgemeinen Encyclopädie der Wissenschaften und Künste.
Noch eine Woche vor seinem Tod hielt Coelln am 11. Februar 1833 seine Vorlesungen und wohnte trotz Unwohlseins als Dekan einer Fakultätssitzung bei. Er musste sich aber an demselben Nachmittag zu Bett legen, erkrankte an einem gastrischen Nervenfieber und starb am 17. Februar 1833 an einem Nervenschlag im Alter von nur 44 Jahren in Breslau. Am 20. Februar fand seine Beisetzung statt, wobei die ganze Hochschule seinem Sarg folgte und sein Freund, der Superintendent Wunster, die Grabrede hielt. Coelln hatte am 10. April 1821 Emilie, geb. Benzler geheiratet, die eine Tochter des 1810 verstorbenen Rektors des Gymnasiums in Bückeburg war und die er verwitwet mit fünf Kindern hinterließ. Seine Vorlesungen über biblische Theologie hat David Schulz aus den Heften des Verfassers 1836 in 2 Bänden herausgegeben.

## Schriften
- Dissertatio exegetico critica de Joelis prophetae actate, Marburg 1811.
- Spicilegium observationum in Zephaniae vaticinia, 1814.
- Ideen über Glaubensreinigung und Glaubenseinigung in den evangelischen Kirchen, Leipzig 1823.
- Progr.: Recolitur memoria Professorum Theologiae Marburgiensium Philippo Magnanimo regnante, 1827 (Digitalisat).
- Confessionum Melanchtonis et Zwinglii Augustanarum capita graviore inter se conferuntur, 1830.
- Historische Beiträge zur Erläuterung und Berichtigung der Begriffe Pietismus, Mystizismus und Fanatismus, Halberstadt 1830.
- Über theologische Lehrfreiheit auf den evangelischen Universitäten, und deren Beschränkung durch symbolische Bücher,  verfasst von Coelln zusammen mit David Schulz, Breslau 1830.
- Ale Herausgeber: Dr. Wilhelm Münscher’s Lehrbuch der christlichen Dogmengeschichte, 3. Auflage bearbeitet von Coelln, nach dessen Tode fortgesetzt von Christian Gotthold Neudecker, Johann Christian Krieger, Kassel 1832–1838, Band 1 (Digitalisat), Band 2.1 (Digitalisat); Band 2.2. (Digitalisat).
- Biblische Theologie, hrsg. von David Schulz, 2 Bde., Leipzig 1836.